# František Soukup
František Soukup (22. srpna 1871 Kamenná Lhota – 11. listopadu 1940 Praha) byl český sociálně-demokratický politik, novinář a publicista, povoláním právník. Jednalo se o jednoho z pěti mužů 28. října. Působil jako poslanec Říšské rady, Revolučního nár. shromáždění a senátor Národního shromáždění ČSR. Na počátku existence československého státu zastával post ministra spravedlnosti.

## Biografie
Pocházel z rodiny hostinského. Od roku 1891 studoval práva na české univerzitě v Praze. Následujícího roku byl ale ze studií pro své veřejné aktivity v studentském pokrokovém hnutí vyloučen. V letech 1895–1896 pak studoval na Univerzitě ve Štýrském Hradci a teprve roku 1899 promoval na pražské univerzitě.
Politicky aktivní byl již za Rakouska-Uherska, nejdříve na počátku 90. let 19. století v pokrokovém hnutí. Měl blízko k mladočeské straně, ale brzy se s ní rozešel a spolu s částí pokrokářů přešel roku 1896 do sociálně demokratické strany. Stal se jejím funkcionářem a redaktorem jejího deníku Právo lidu. Tuto funkci si podržel relativně velmi dlouho. Od roku 1904 až do roku 1938 zastával funkci zástupce Českoslovanské, později Československé sociálně demokratické strany v byru Druhé internacionály. Zakládal Dělnickou akademii a angažoval se v ateistickém hnutí (rozen byl jako katolík). Od roku 1900 působil i jako právník. V rámci sociální demokracie patřil k autonomistickému křídlu, které uznávalo národní rozměr českého hnutí. V roce 1905 náležel mezi nejaktivnější stoupence rovného volebního práva.
Ve volbách do Říšské rady roku 1907 se potom stal poslancem Říšské rady (celostátní parlament), kam byl zvolen za okrsek Čechy 06. Usedl do poslanecké frakce Klub českých sociálních demokratů. Zasedal zde do konce funkčního období sněmovny, tedy do roku 1911. Opětovně se v Říšské radě objevil až roku 1913, když 2. dubna 1913 uspěl v doplňovací volbě konané v okrsku Čechy 35 poté, co zemřel poslanec Černý. Slib složil 15. května 1913 a ve vídeňském parlamentu setrval do zániku monarchie.
V roce 1911 podnikl čtyřměsíční cestu do Spojených států amerických, kde agitoval mezi americkými Čechy za sociální demokracii. Roku 1913 byl zvolen, jako historicky první sociální demokrat, do pražského obecního zastupitelstva.
Za první světové války byl účastníkem domácího odboje. V roce 1915 byl aktérem takzvané Knoflíkové aféry, kdy se rakouským úřadům podařilo neobratností i samotného Soukupa rozkrýt velkou část české zpravodajské sítě Maffie. Byl pak krátce vězněn. Později byl členem předsednictva a jednatelem Národního výboru Československého a jedním z organizátorů převratu dne 28. října 1918.
V první československé vládě (vláda Karla Kramáře) Soukup zasedl v letech 1918–1919 jako ministr spravedlnosti Československa. Od roku 1918 do roku 1920 byl poslancem Revolučního národního shromáždění. Byl místopředsedou tohoto zákonodárného sboru.

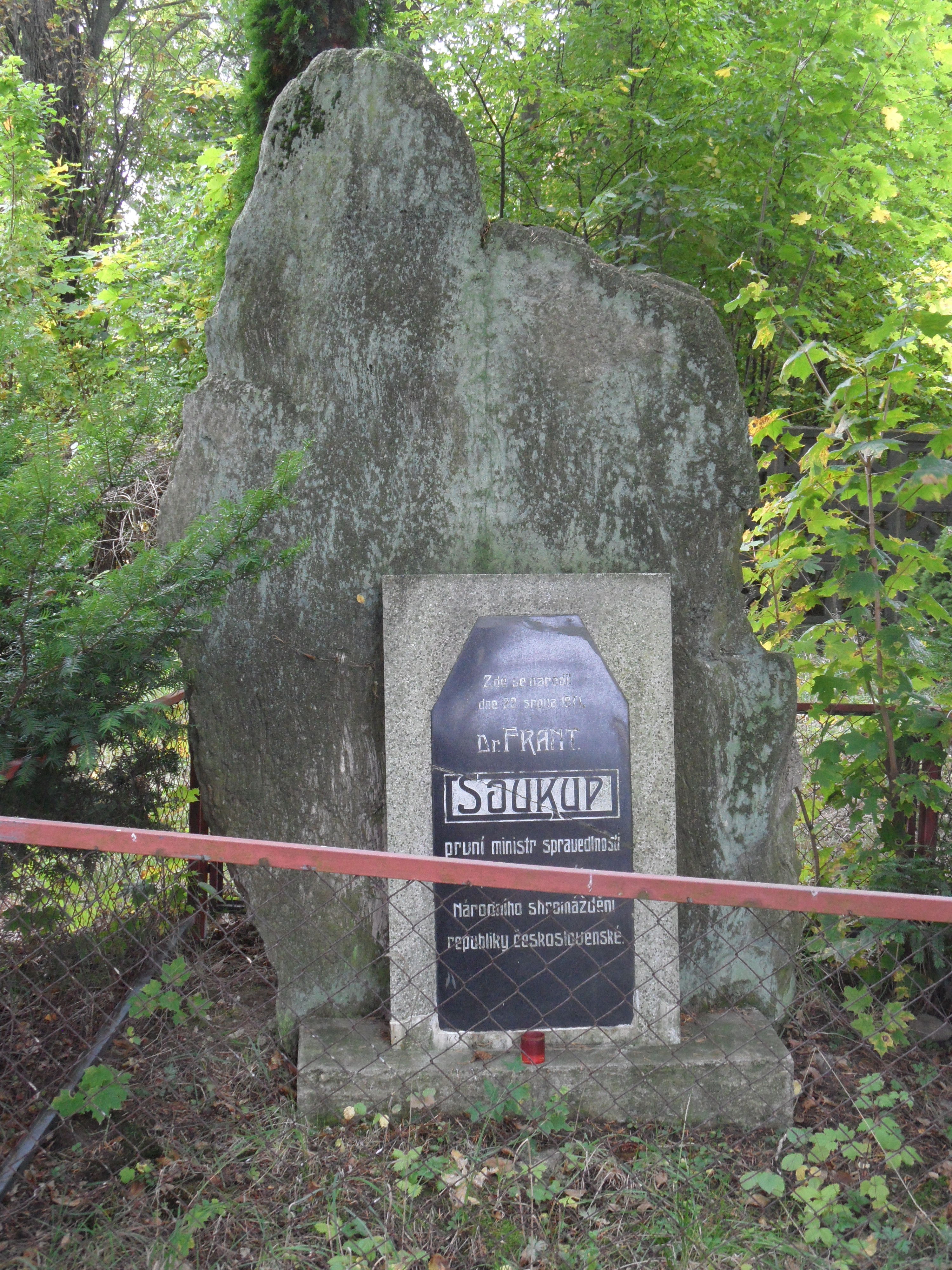
Památník v rodné obci

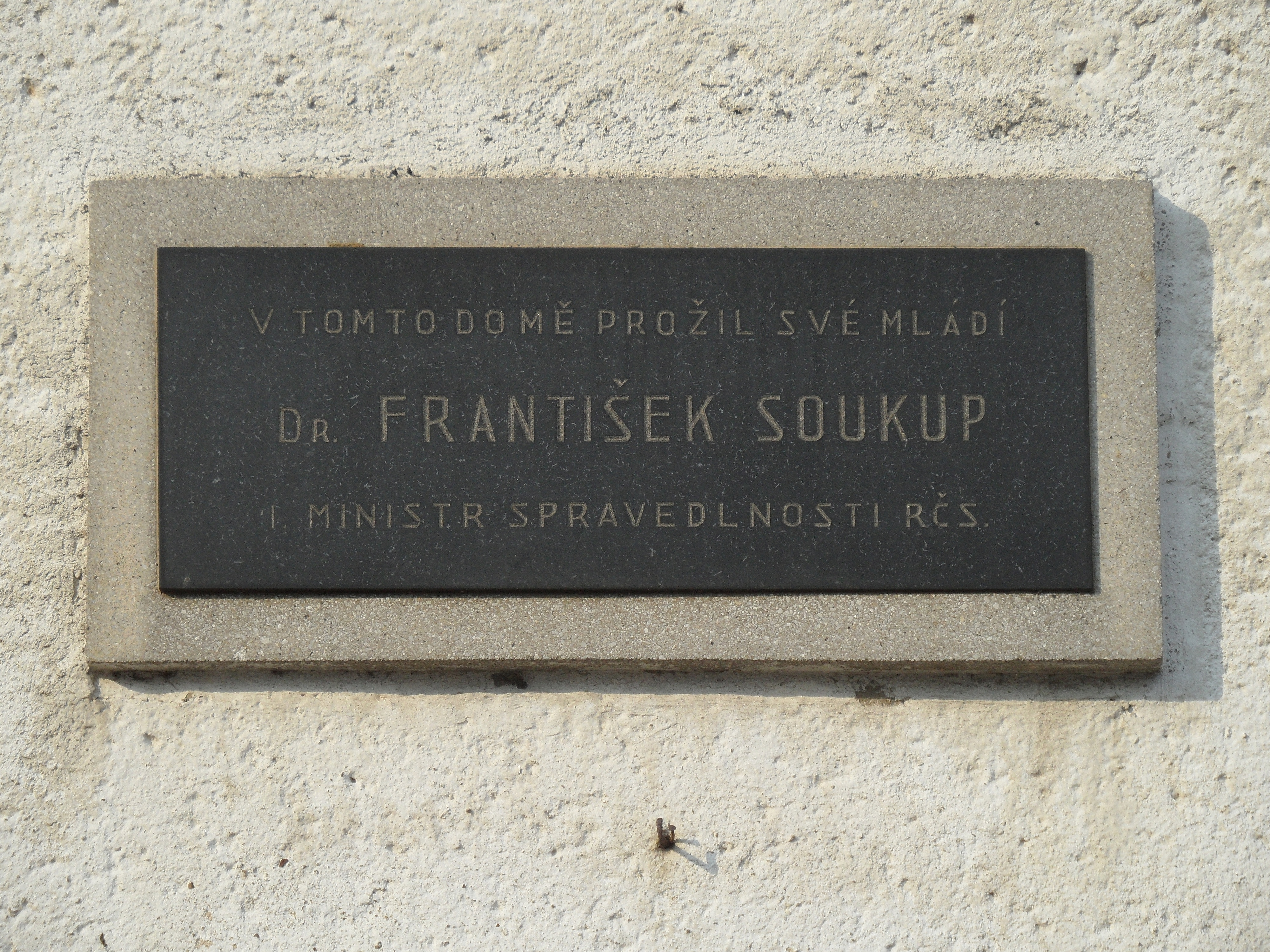
Pamětní deska: Zbraslavice 11

V parlamentních volbách v roce 1920 získal za sociální demokraty senátorské křeslo v Národním shromáždění. Mandát obhájil v parlamentních volbách v roce 1925, parlamentních volbách v roce 1929 a parlamentních volbách v roce 1935. V letech 1920–1929 byl místopředsedou a v letech 1929–1939 předsedou horní komory československého parlamentu. V senátu zasedal do jeho zrušení roku 1939, přičemž krátce předtím, koncem roku 1938, přestoupil do klubu nově zřízené Národní strany práce.
Reprezentoval československé sociální demokraty v exekutivě mezinárodního socialistického hnutí (Socialistická dělnická internacionála). V letech 1926–1939 byl předsedou organizace Národní rada československá.
Soukupova politická kariéra skončila se zánikem první republiky. Za druhé republiky byl zklamán z postoje socialistických stran v západní Evropě k Československu a inicioval vystoupení sociální demokracie ze Socialistické dělnické internacionály. Po německé okupaci byl ihned zatčen gestapem v Kolíně, ale zanedlouho byl propuštěn. Znovu byl ale uvězněn v září 1939 v rámci Akce A a v nacistickém vězení strávil několik měsíců. Po opakovaných intervencích Emila Háchy a Aloise Eliáše byl propuštěn, ale na následky podlomeného zdraví krátce nato zemřel. Pohřben byl na Olšanských hřbitovech.

## Dílo
- Kdo volí a jak se volí do zemského sněmu českého (1901) – stručný obsah zemského řádu volebního [20]
- Odzbrojení - nebo revoluce (1911) – řeč poslance soudruha dra Františka Soukupa v rakouské delegaci 22. a 23. února 1911 [21]
- Amerika (1912) – řada obrazů amerického života [22]
- Syn dělníka vítězem nad Habsburky (1920) – k sedmdesátým narozeninám prezidenta Československé republiky T.G. Masaryka [23]
- 28. říjen 1918 (1928 ) – předpoklady a vývoj našeho odboje domácího v československé revoluci za státní samostatnost národan [24]
- T. G. Masaryk jako politický průkopník, sociální reformátor a president státu (1930) [25]
- Projevy Dra Soukupa dne 15. prosince 1933 na hřbitově v Hostivaři a dne 18. prosince 1933 v senátu Národního shromáždění na paměť Antonína Švehly (1933) [26]
- Die Tschechoslovakische Republik: ihre Staatsidee in der Vergangenheit und Gegenwart (1937) [27]
- Revoluce práce (1938) – dějinný vývoj socialismu a Československé sociálně demokratické strany dělnické [28]
- Armáda a národ (1938) [29]
- Cizojazyčný slovníček (1947) [30]

#### Překlady
- Život Ježíšův (1896) [31]
- Antikris (1897) [32]